# Myriangium tuberculans
Myriangium tuberculans är en svampart som beskrevs av Miles 1922. Myriangium tuberculans ingår i släktet Myriangium och familjen Myriangiaceae.   Inga underarter finns listade i Catalogue of Life.